# Sikorsky S-92
Sikorsky S-92 je srednje velik transportni/večnamenski helikopter ameriškega proizvajalca Sikorsky Aircraft. Poganjata ga dva turbogredna motorja in ima štirikraki glavni rotor. Uporablja ga tako vojska kot civilni uporabniki. Razvit je bil na podlagi Sikorsky S-70 in ima veliko skupnih delov. 
H-92 Superhawk je vojaška verzija S-92 in ima kapaciteto 22 vojakov. Lahko se uporablja tudi za iskanje in reševanje, VIP transport in patruliranje morja. CH-148 Cyclone je kanadska verzija za mornarico. Od februarja je S-92 program del Sikorsky Global Helicopters.
Sikorsky je prvič predstavil S-92 leta 1992. Program so lansirali leta 1995 na Pariškem mitingu. S-92 je bil konkurent evropskemu Aerospatiale/Eurocopter Super PumaPrvič je poletel 23. decembra 1998 v kraju West Palm Beach, Florida
S-92 izdelujeo v kraju  Coatesville, Pensilvanija. Junija 2009 je Sikorsky podpisal pogodbo z indijskim podjetjem Tata Advanced Systems Limited (TASL) za proizvodno linijo v Indiji.

## Tehnične specifikacije
- Posadka: 2
- Kapaciteta: 19 potnikov
- Dolžina: 56 ft 2 in (17,10 m)
- Premer rotorja: 56 ft 4 in (17,17 m)
- Višina: 15 ft 5 in (4,71 m)
- Površina rotorja: 2 492,3 ft² (231,54 m²)
- Prazna teža: 15 500 lb (7 030 kg)
- Naložena teža: 26 500 lb (12 020 kg)
- Maks. vzletna teža: 26 500 lb (12 020 kg)
- Motorji: 2 × General Electric CT7-8A turboshaft, 2 520 KM (1 879 kW) vsak
- Dolžina trupa: 56 ft 2 in (17,1 m)
- Širina trupa: 17 ft 3 in (5,26 m)
- Rotor: štirikraki glavni rotor in štirikraki repni rotor

- Maks. hitrost: 165 vozlov (190 mph, 306 km/h)
- Potovalna hitrost: 151 vozlov, 174 mph (280 km/h)
- Dolet: 539 nmi (999 km)
- Višina leta (servisna): 14 000 ft (4 270 m)
- Obremenitev rotorja: 9,8 lb/ft² (48 kg/m²)
- Razmerje moč/teža: 0,23 KM/lb (0,38 W/kg)